# Tepuy

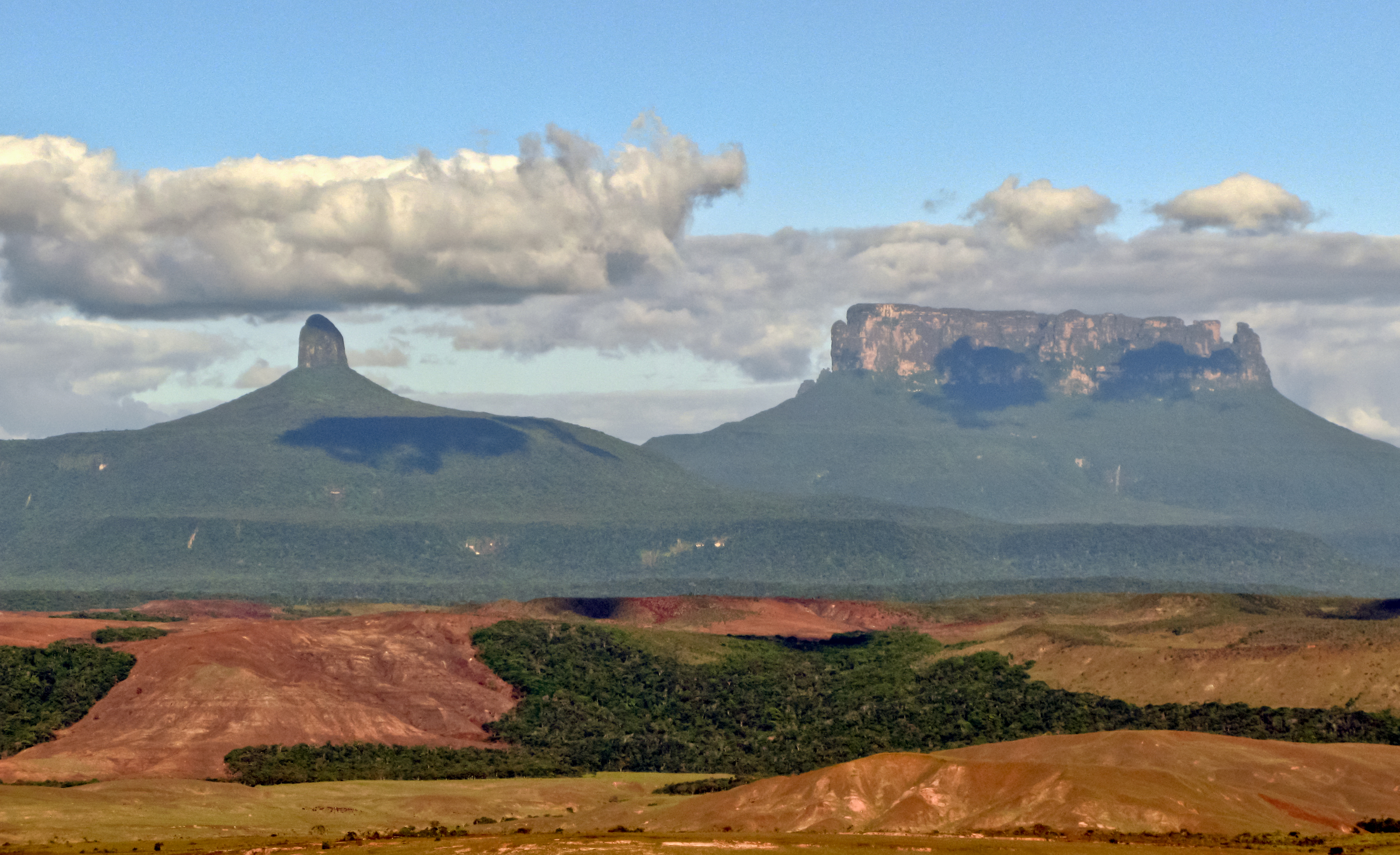
Les reliefs tabulaires des tepuys Wadakapiapo et Yuruaní, Gran Sabana, Venezuela.

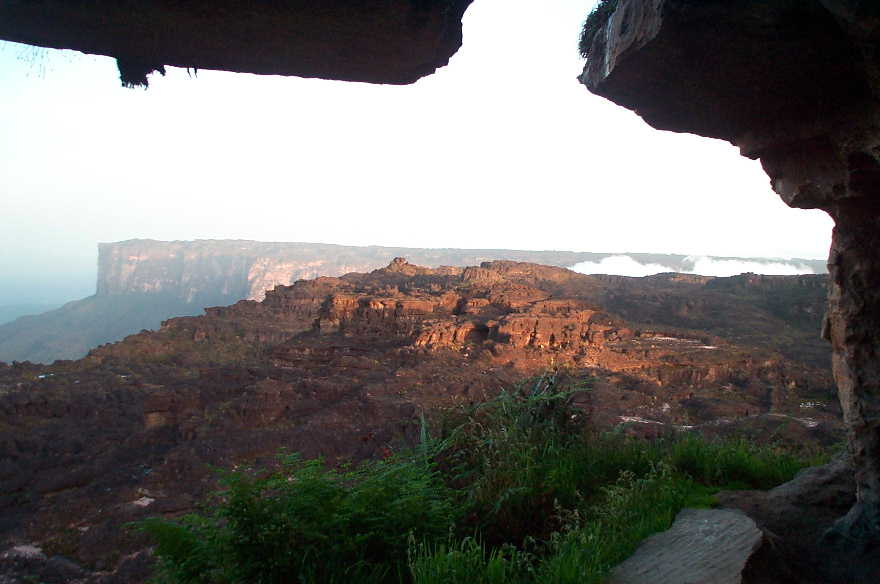
Le tepuy du mont Roraima, vu du tepuy Kukenan, Venezuela.

Un tepuy (/te.pɥi/, en espagnol : /te.ˈpui/) est un haut plateau à contours particulièrement abrupts, fréquent dans la Gran Sabana vénézuélienne et dans les régions voisines (au Guyana, au Brésil et en Colombie). L'ensemble est composé de 115 reliefs tabulaires résiduels du plateau des Guyanes, dont les altitudes s'échelonnent de 1 200 à 3 050 m. Outre leur forme, les tepuys présentent des milieux naturels spécifiques, riches en espèces endémiques en raison de l'isolement de ces reliefs et de leurs contrastes climatiques forts. 
Le mot tepuy ou tepui proviendrait de la langue caribe des pemóns et signifierait « montagne ». Il correspond également aux mesa, table mountain et tafelberg (en tant que toponymes, voire en synonymes géomorphologiques) dans d'autres régions du monde.

## Géographie

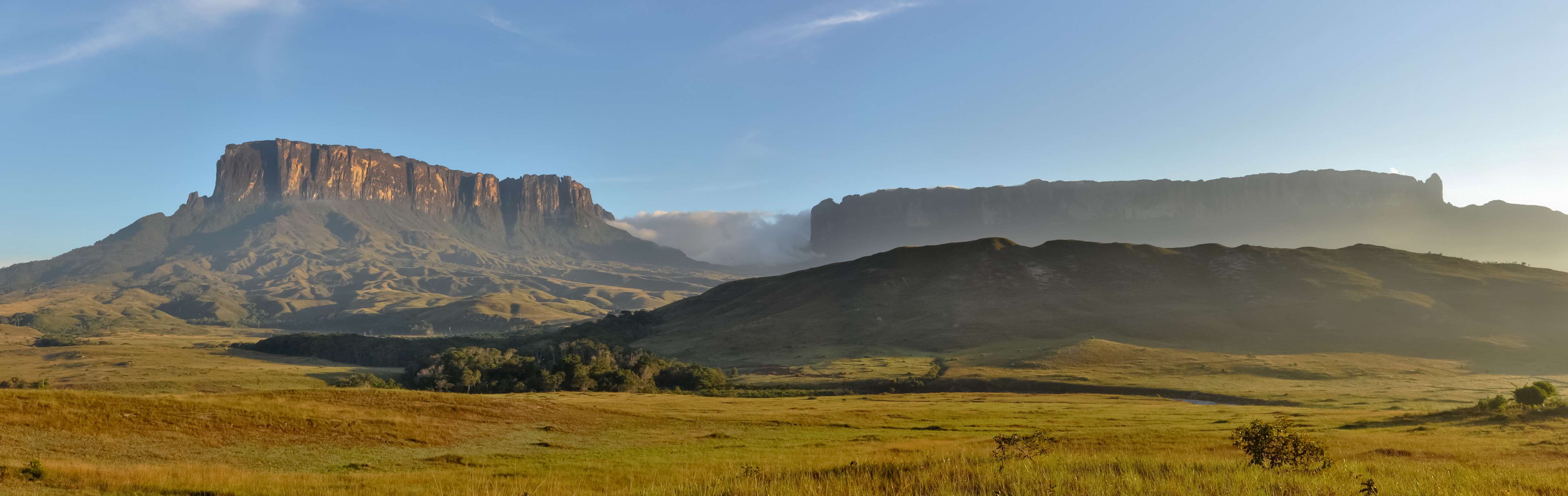
Le tepuy Kukenan et le mont Roraima, depuis la rivière Tëk, Gran Sabana, Venezuela.
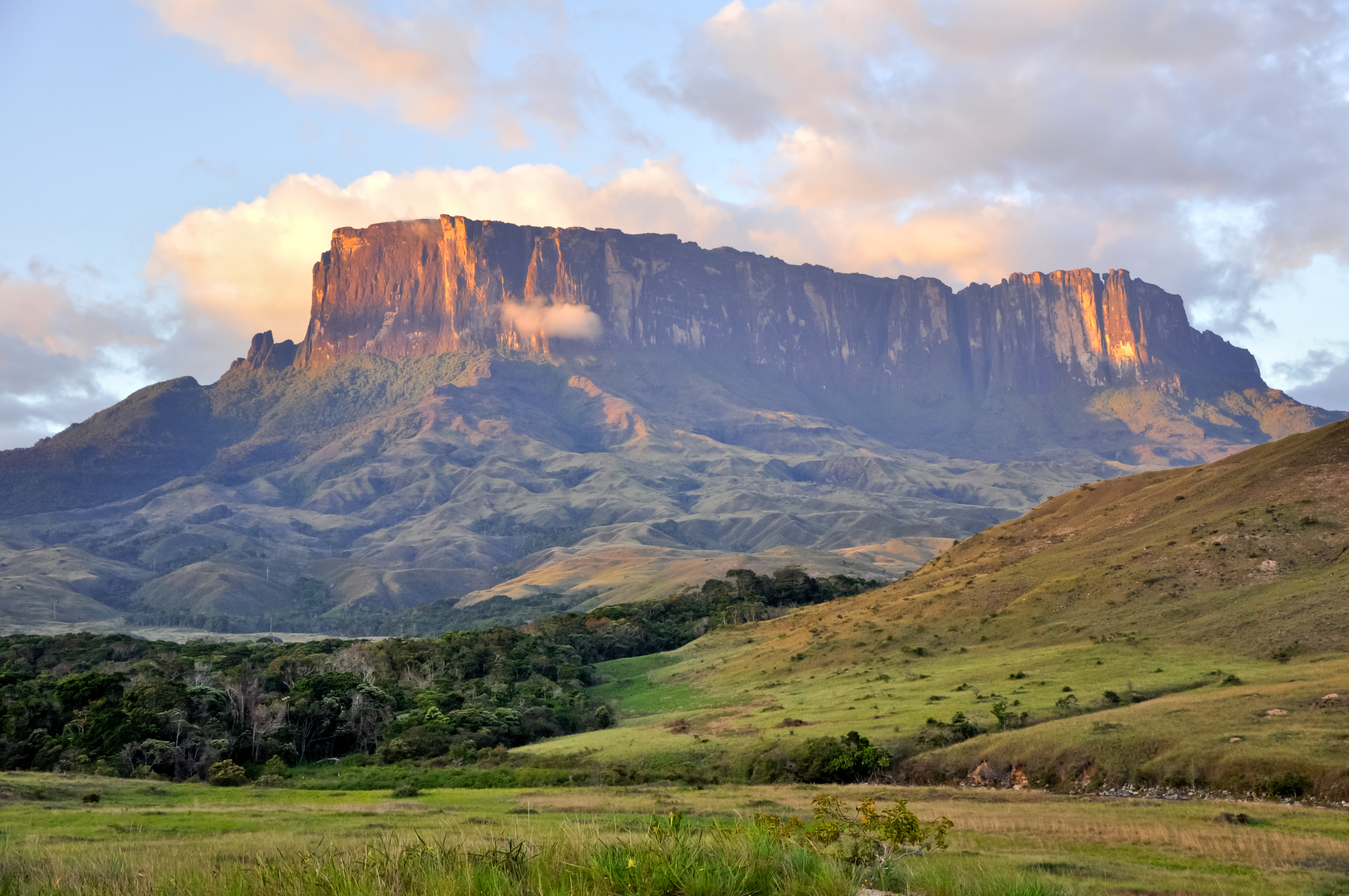
Le tepuy Kukenan et le mont Roraima (2 700-2 800 m), depuis la rivière Tëk, Gran Sabana, Venezuela.

### Géomorphologie
Il y a 180 millions d'années[réf. souhaitée], la distorsion du continent américain a entraîné la formation de fractures dans les plateaux. L'érosion a accentué ces failles et les forces tectoniques terrestres ont soulevé des blocs, favorisant la formation de tepuys[réf. souhaitée].

### Climat
Le climat de la forêt est typiquement tropical avec des températures élevées (entre 25 et 30 °C) et beaucoup d'humidité (3 000-4 000 mm/an de précipitations en moyenne en Guyane française), tandis qu'au sommet, il peut pleuvoir davantage et la température être légèrement plus fraîche notamment du fait de brouillards. La saison sèche s’échelonne de novembre à mars.
Le climat du sommet des tepuys est rude : pluies et vents violents, très forte nébulosité précédant de fortes pluies alternant avec une grande luminosité matinale, amplitudes thermiques journalières importantes. Les précipitations annuelles sont de l'ordre de 2 500 mm et la température moyenne est à peu près constante sur l'année mais la température journalière, selon les altitudes, varie de 1 à 26 °C (de légères gelées ont été observées sur les plus hauts tepuys).

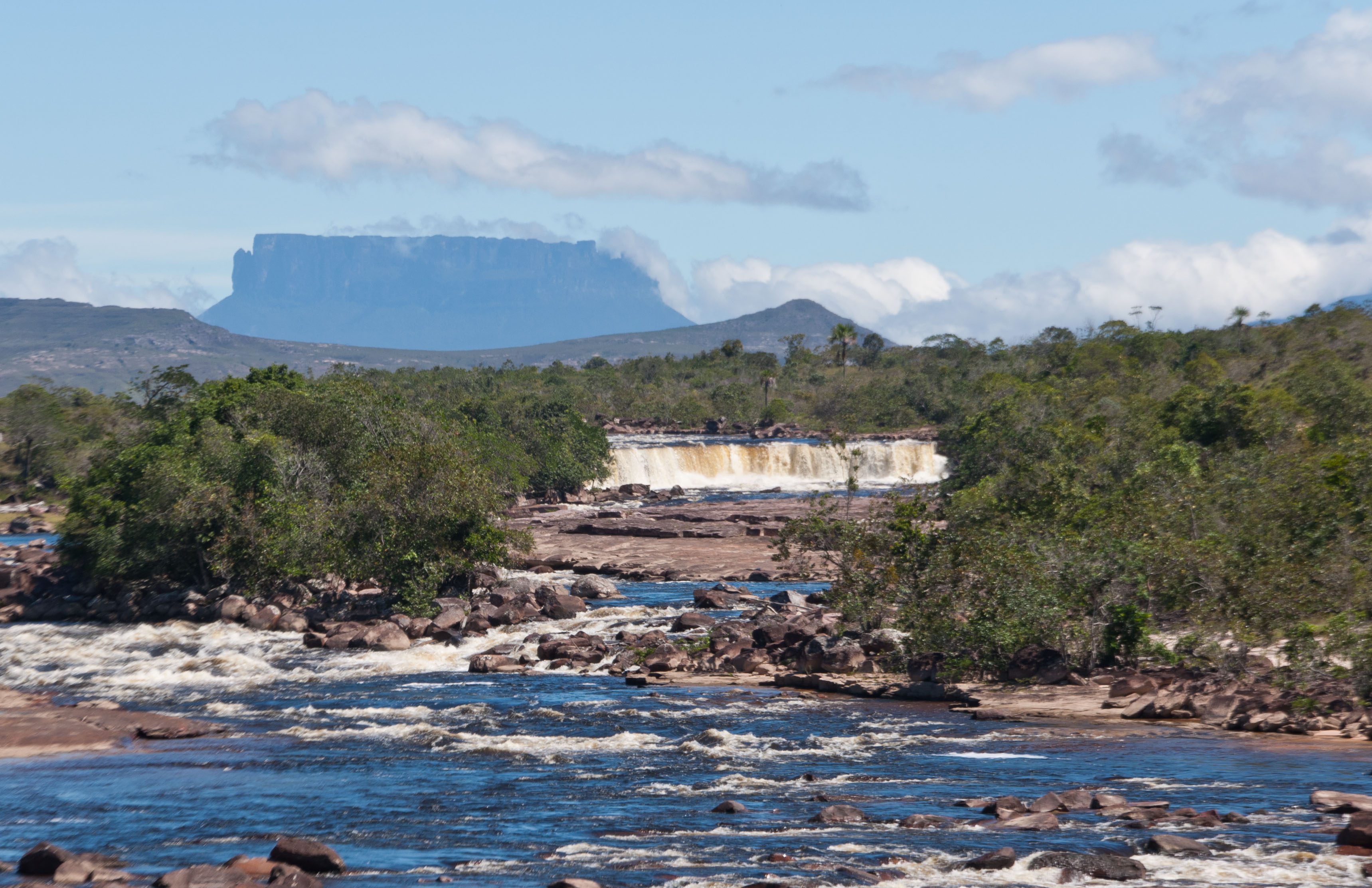
Le tepuy Yuruaní et le río Yuruaní, Gran Sabana.
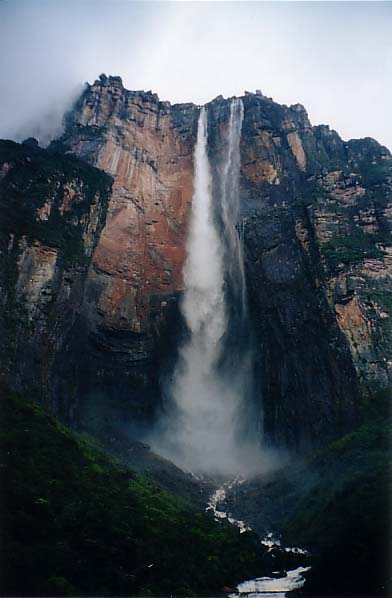
Salto Ángel (Kerepakupai Vená, 979 m), parc national Canaima, Venezuela (patrimoine de l'UNESCO en 1994).
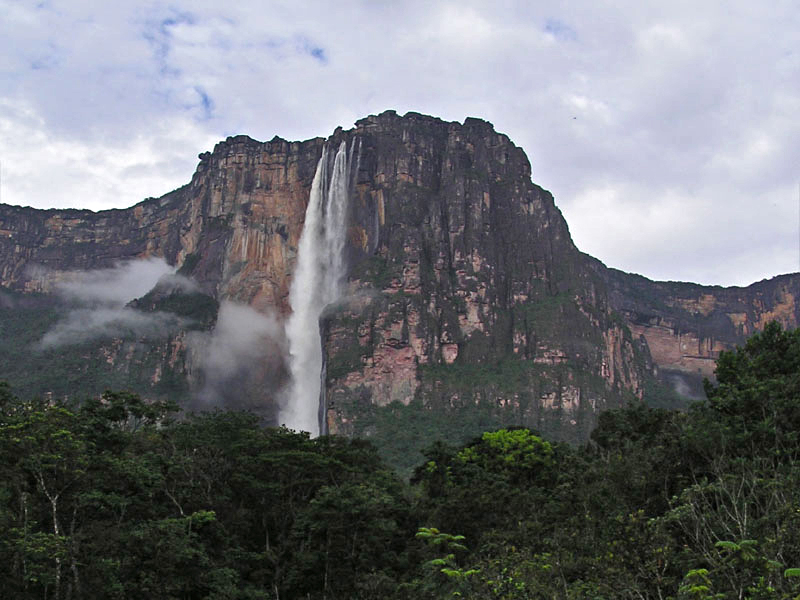
Kerepakupai merú, Salto Ángel, Bolívar, Venezuela.
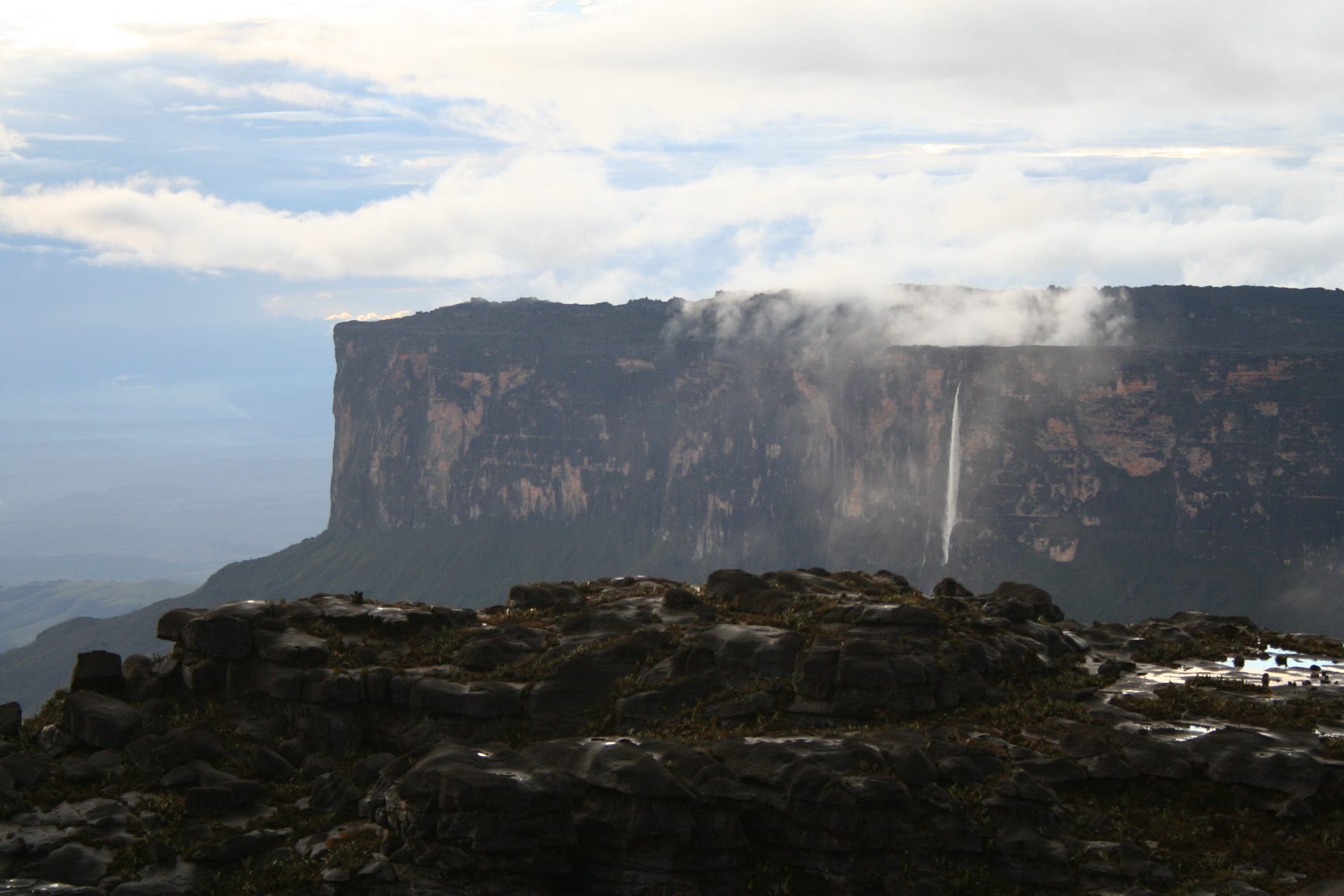
Salto Kukenan vu du tepuy Roraima.

### Environnement

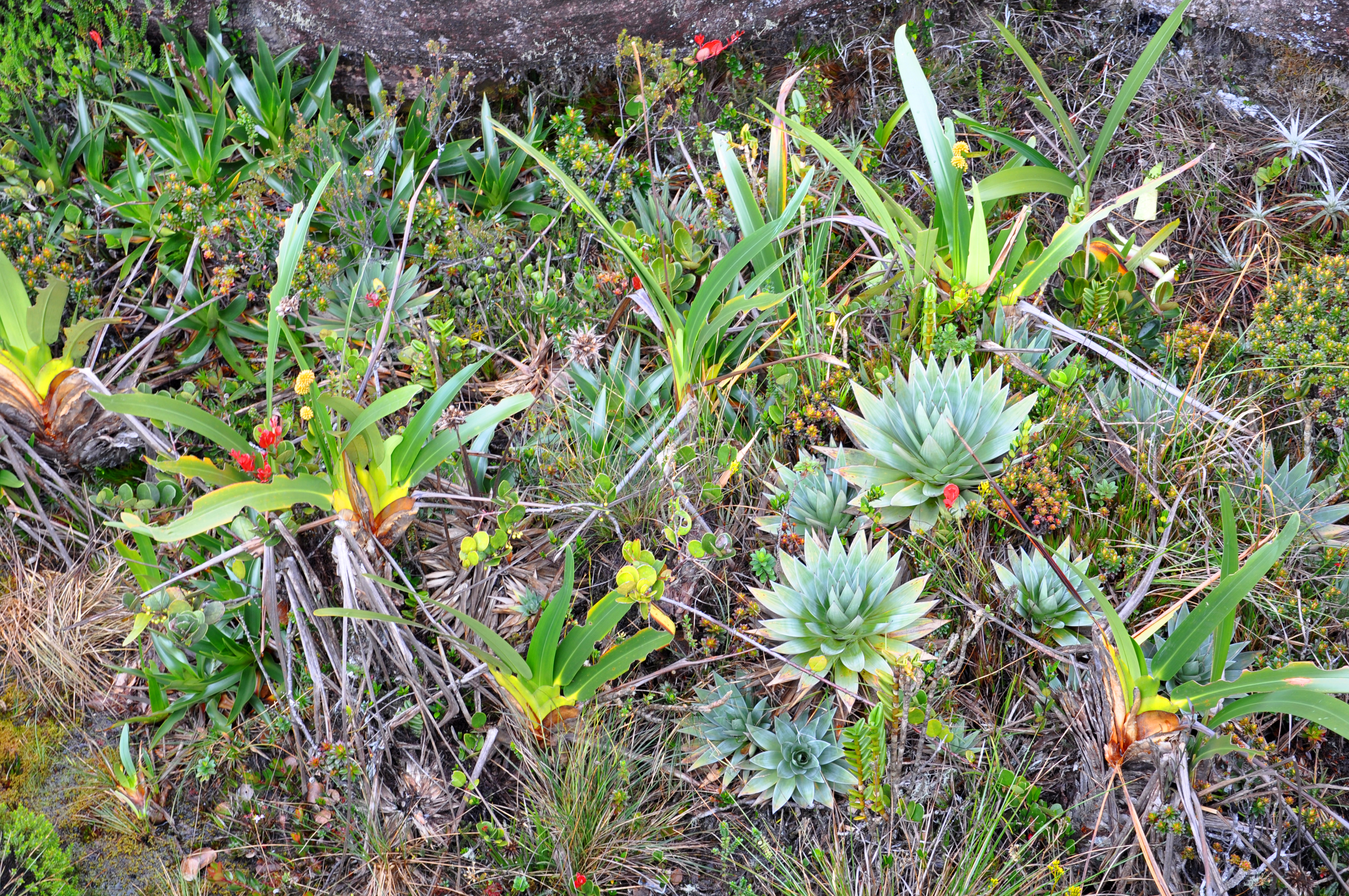
Végétation adaptée aux sols maigres, mont Roraima, Venezuela.
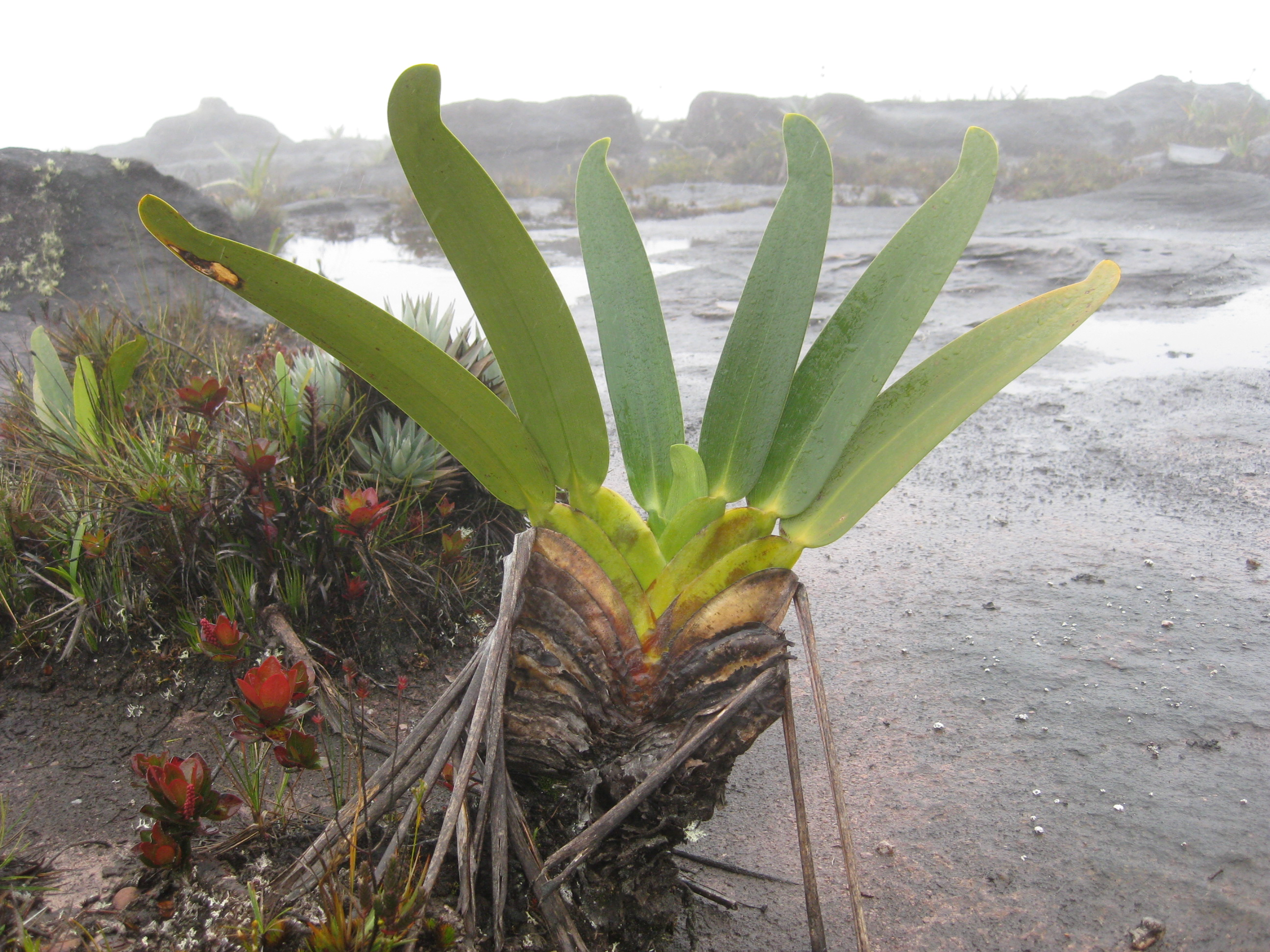
Stegolepis guianensis, mont Roraima.
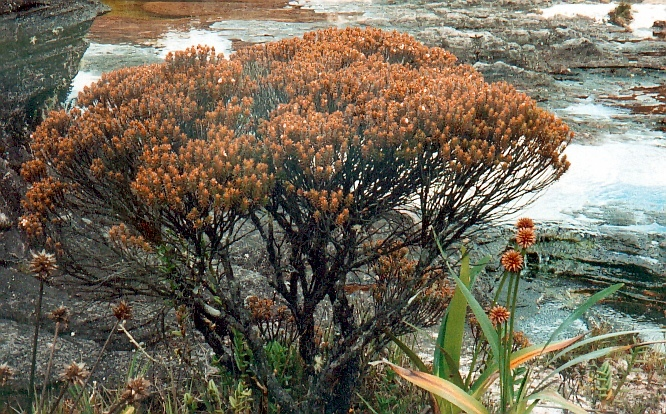
Bonnetia roraimae, endémique du mont Roraima.
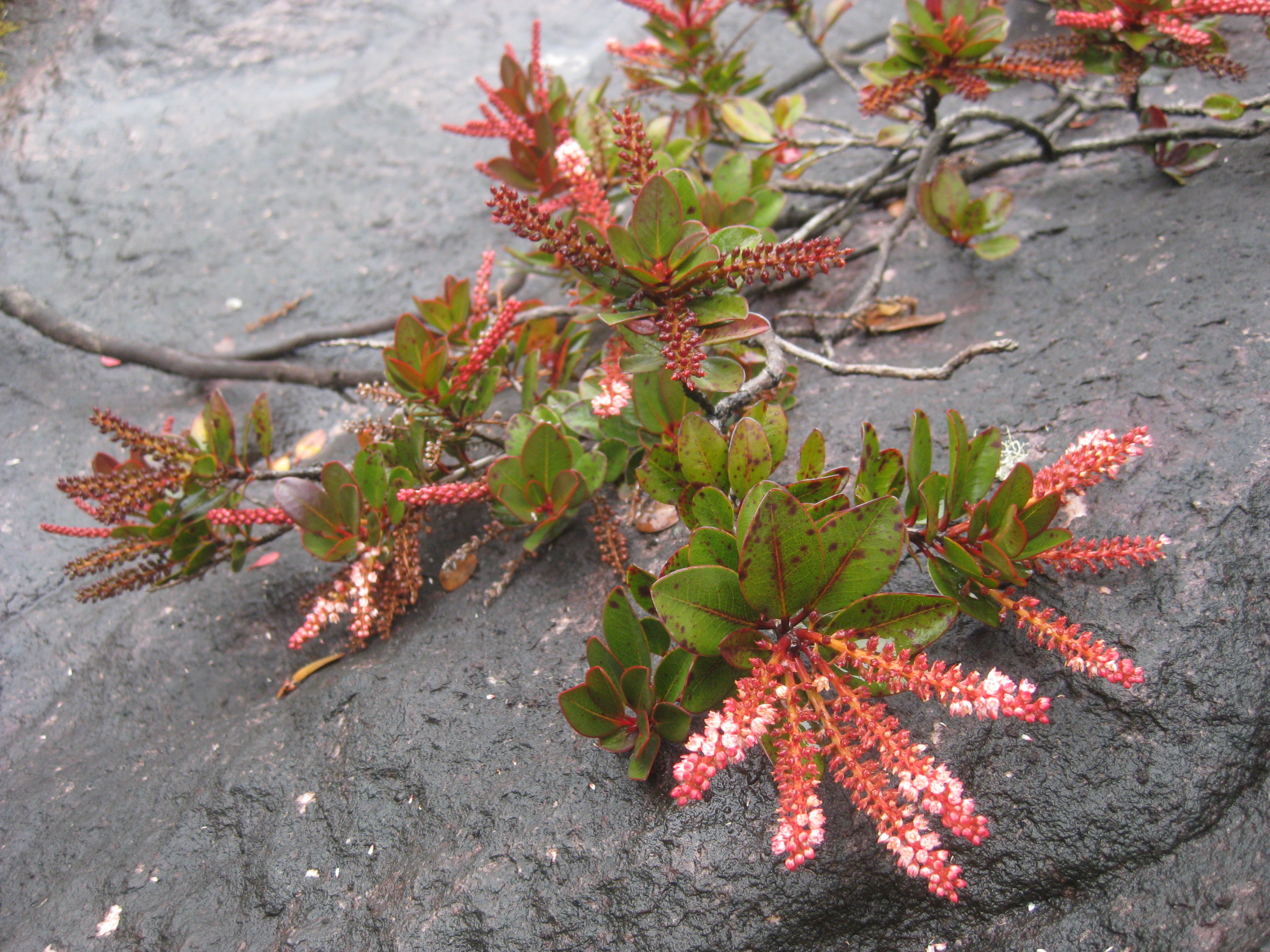
Cyrilla racemiflora.
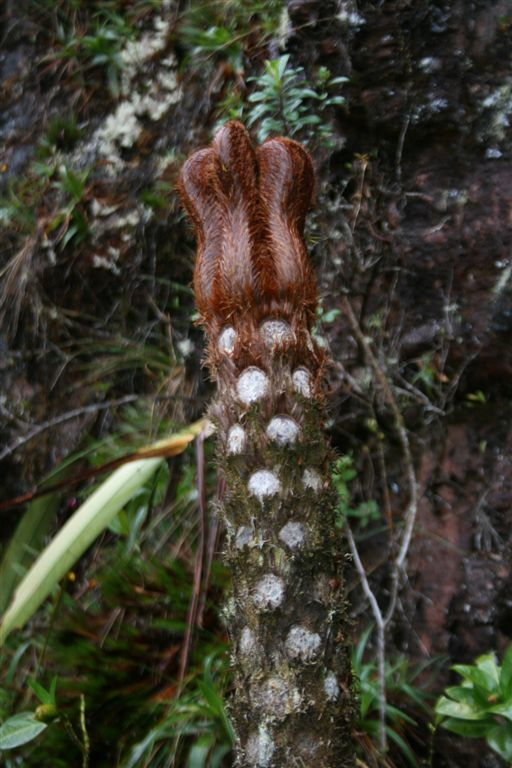
Fougère arborescente, Cyatheale, mont Roraima, Venezuela.

#### Isolement et endémisme

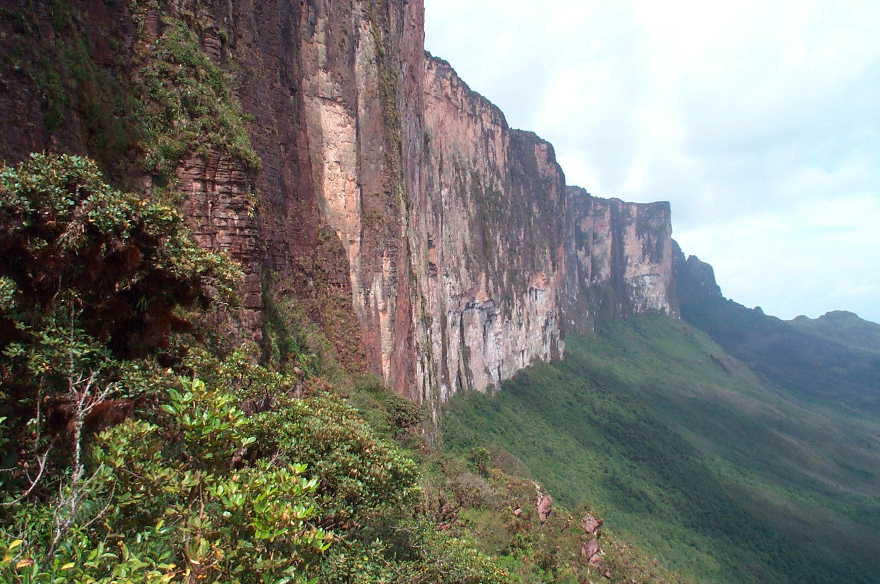
Verticalité des versants du mont Roraima, Venezuela.

Les tepuys hébergent des milliers d'espèces endémiques (flore, fonge et faune).
Les sommets des plateaux sont complètement isolés de la plaine en contrebas et des forêts environnantes, constituant alors des sky islands. D'une part, l'énergie du relief définit un important gradient climatique entre le niveau forestier de la plaine ou du plateau inférieur et le sommet du tepuy. D'autre part, l'extrême verticalité des parois bordières, en corniches, rend le déplacement des espèces souvent impossible entre base et sommet. Ces facteurs ont rendu possible l'apparition d'une flore et d'une faune endémique dont le taux est estimé à 75 % (voir théorie chorologique de l'insularité). 
En effet, le processus biologique d'évolution a été à l'origine de nombreuses espèces uniques au monde, si bien qu'on a pu appeler les tepuys « les Galápagos de la terre ferme ». Ces caractéristiques donnent aux mesetas[réf. souhaitée] ou plateaux un intérêt de premier plan pour les biologistes de l'évolution : de nombreuses espèces déjà trouvées n'ont pas encore été classifiées, et probablement en reste-t-il encore beaucoup à découvrir. Des  espèces nouvelles ont été découvertes très récemment et des taxons animaux ne sont parfois connus que par leurs seules empreintes.
Certains tepuys sont perpétuellement recouverts de grosses masses de nuages (comme le pico da Neblina), et ont pu seulement être photographiés depuis un hélicoptère, par radar. D'autres n'ont jamais été visités par l'Homme occidental.

#### Biotopes
Des savanes herbeuses, marécageuses ou arborées aux tourbières acides sont présentes aux sommets.
En raison de la difficulté d'accumulation d'humus (en partie en raison d'un effet de crête dû au vent[réf. souhaitée]), les sols de ces plateaux peuvent être assez pauvres en nutriments.
Paradoxalement, ces massifs très arrosés et à forte condensation, présentent des milieux édaphiquement secs en raison de la faiblesse de l'épaisseur du sol. Cette sécheresse conduit à l'adaptation et la sélection de plantes succulentes qui présentent également un fort taux d'endémisme. L'altitude, le rayonnement solaire, l'effet des pentes jouent un rôle dans la pauvreté des substrats.
De nombreuses plantes carnivores (genres Utriculaire, Drosera, Heliamphora par exemple) occupent les sols les plus humides de type histosols (tourbe). Ces sols dépendent d'un bilan hydrique très positif mais sont pauvres en nitrates d'où le caractère adaptatif des plantes carnivores. Les endémiques sont particulièrement fréquentes dans ces zones humides comme Heliamphora minor sur l'Auyan Tepuy et le Kayopan Tepuy.

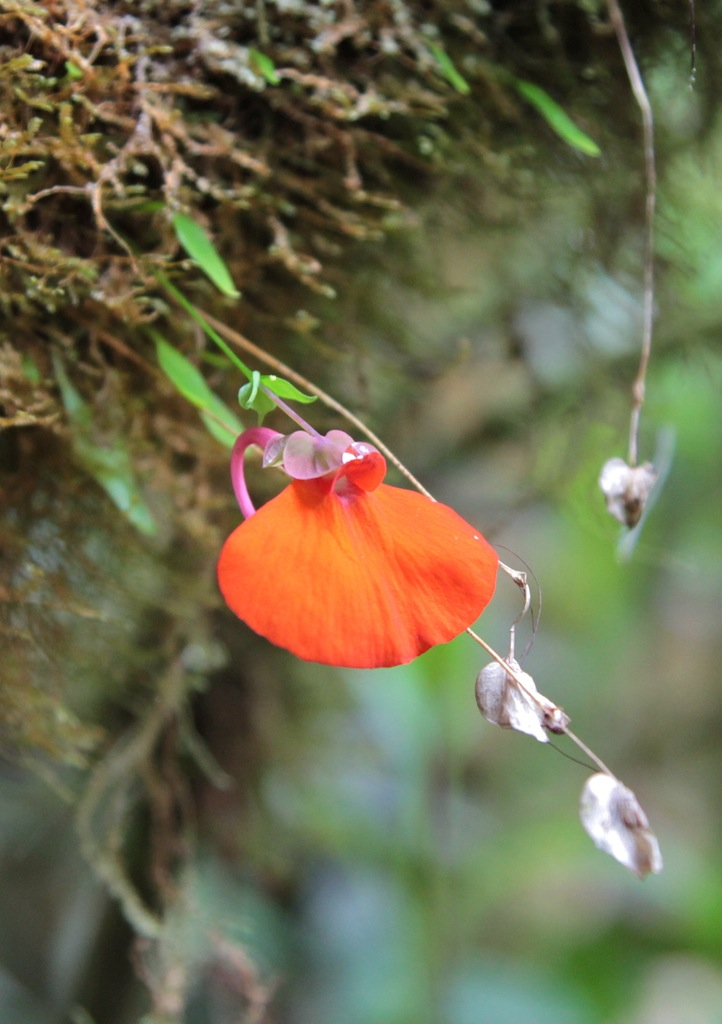
Utricularia campbelliana (utriculaire, espèce carnivore, adaptée aux milieux humides), mont Roraima.
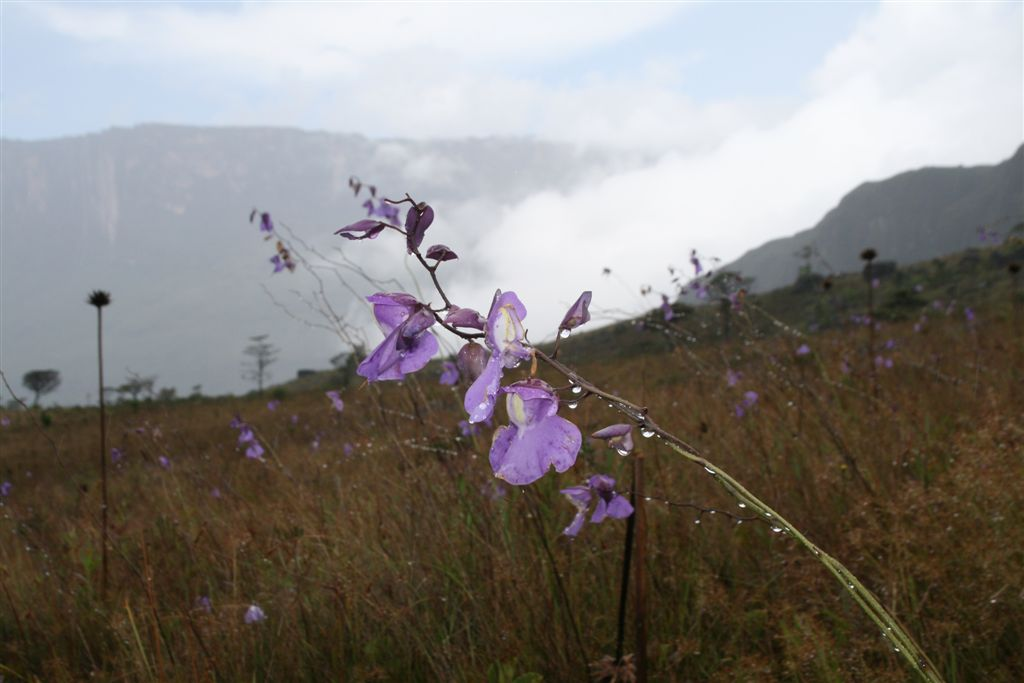
Utricularia humboldtii (Utriculaire d'Humboldt), mont Roraima.
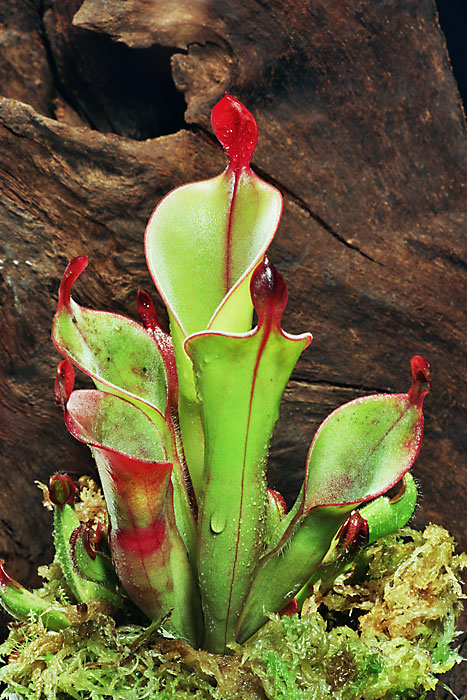
Heliamphora chimantensis (espèce carnivore), endémique du tepuy Chimanta, découverte en 2001.
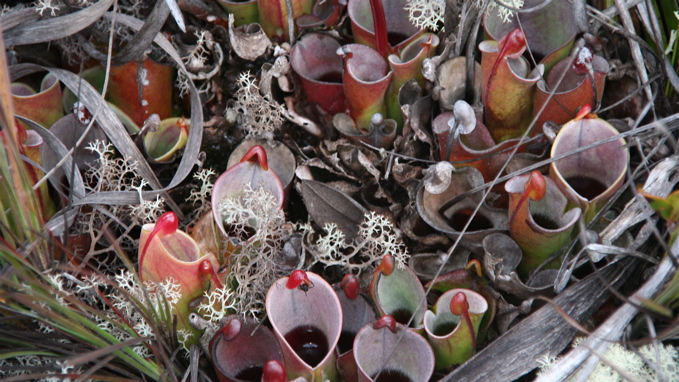
Heliamphora minor (espèce carnivore), endémique du tepuy Auyan, Venezuela.

#### Formations végétales

##### Forêt au pied des tepuys

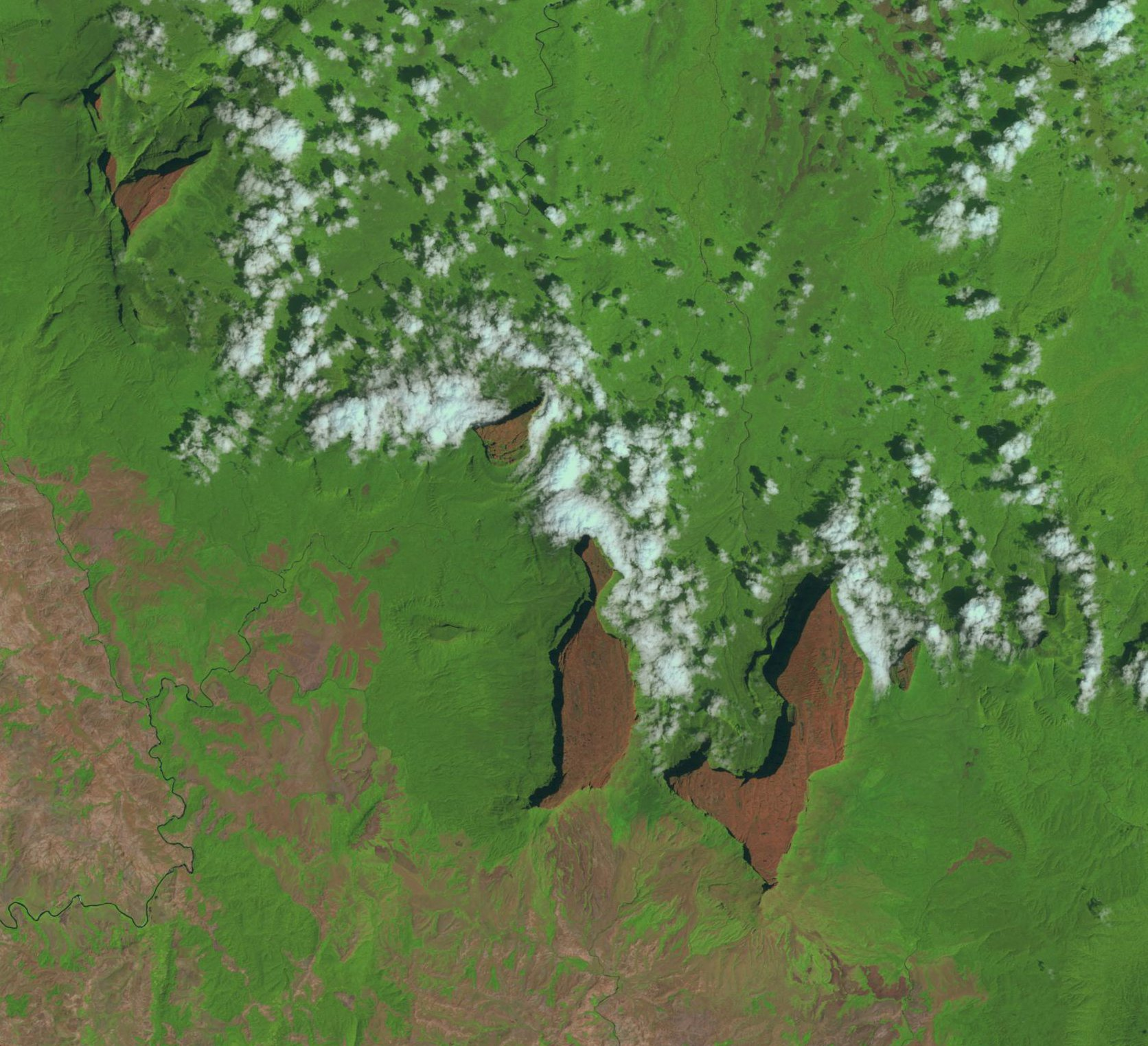
Contraste de couleurs : tepuys vus du ciel.

Dans la strate supérieure des forêts du piémont des tepuys, croissent de nombreuses espèces d'orchidées et de broméliacées sous la forme d'épiphytes.

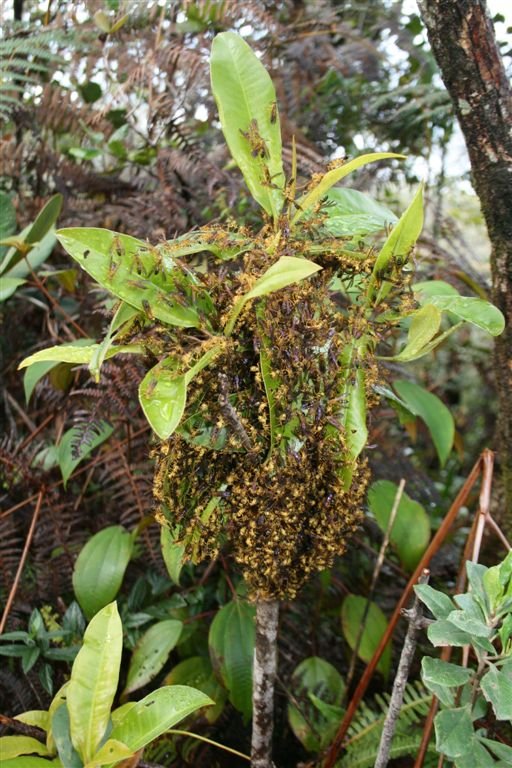
Essaim de guêpes, mont Roraima, Venezuela.
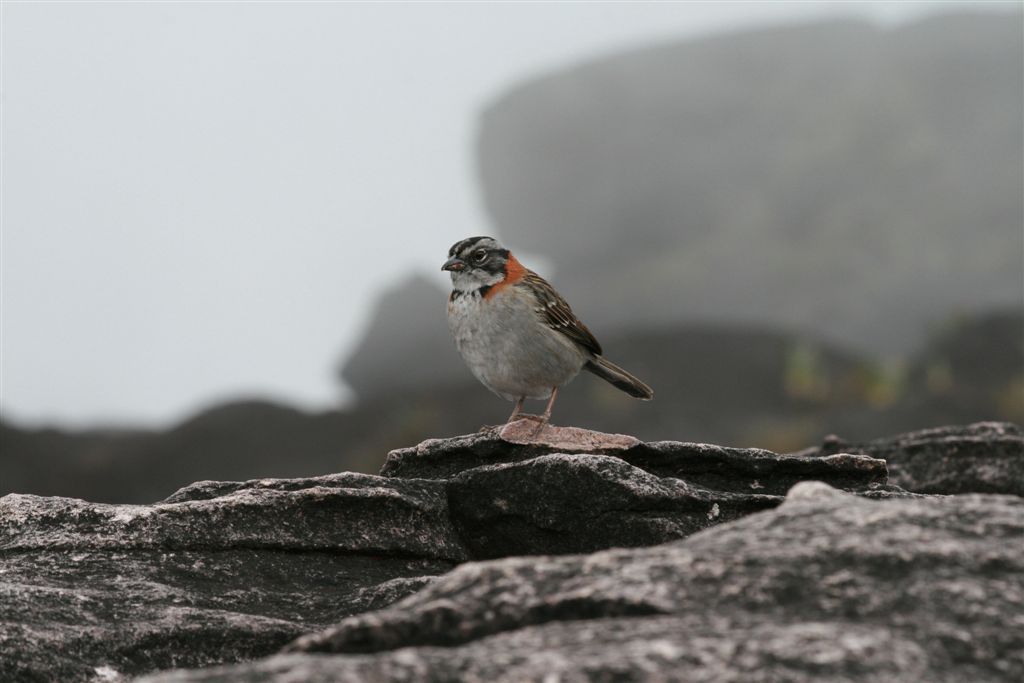
Zonotrichia capensis, Bruant chingolo, espèce sud-américaine, mont Roraima.
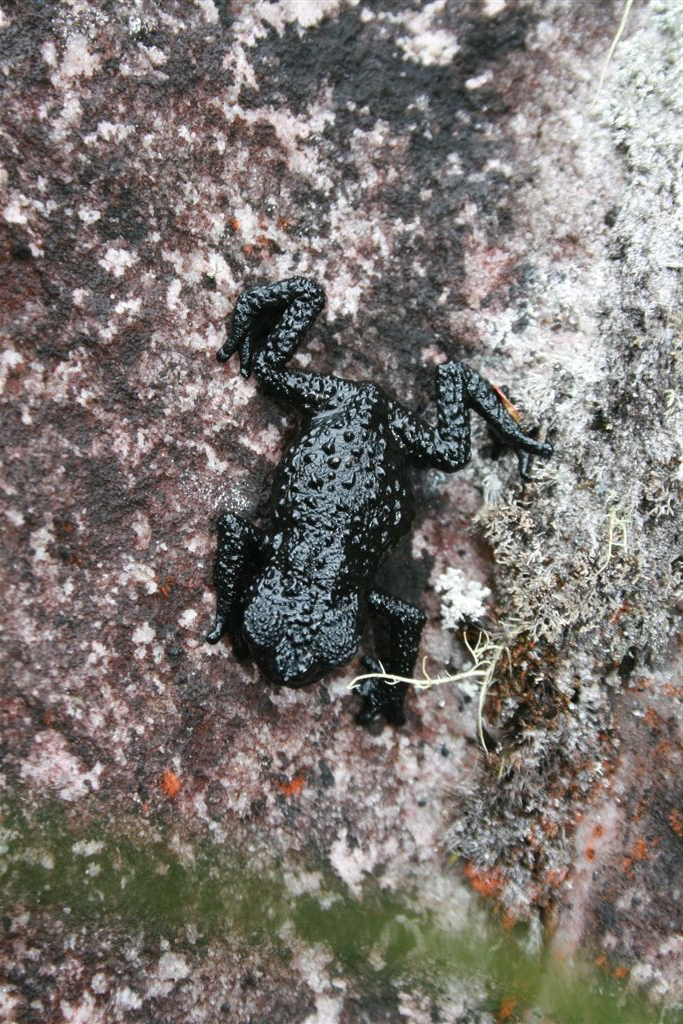
Oreophrynella nigra, endémique des tepuys Kukenan et Yuruaní, mont Roraima (2 300 et 2 700 m).
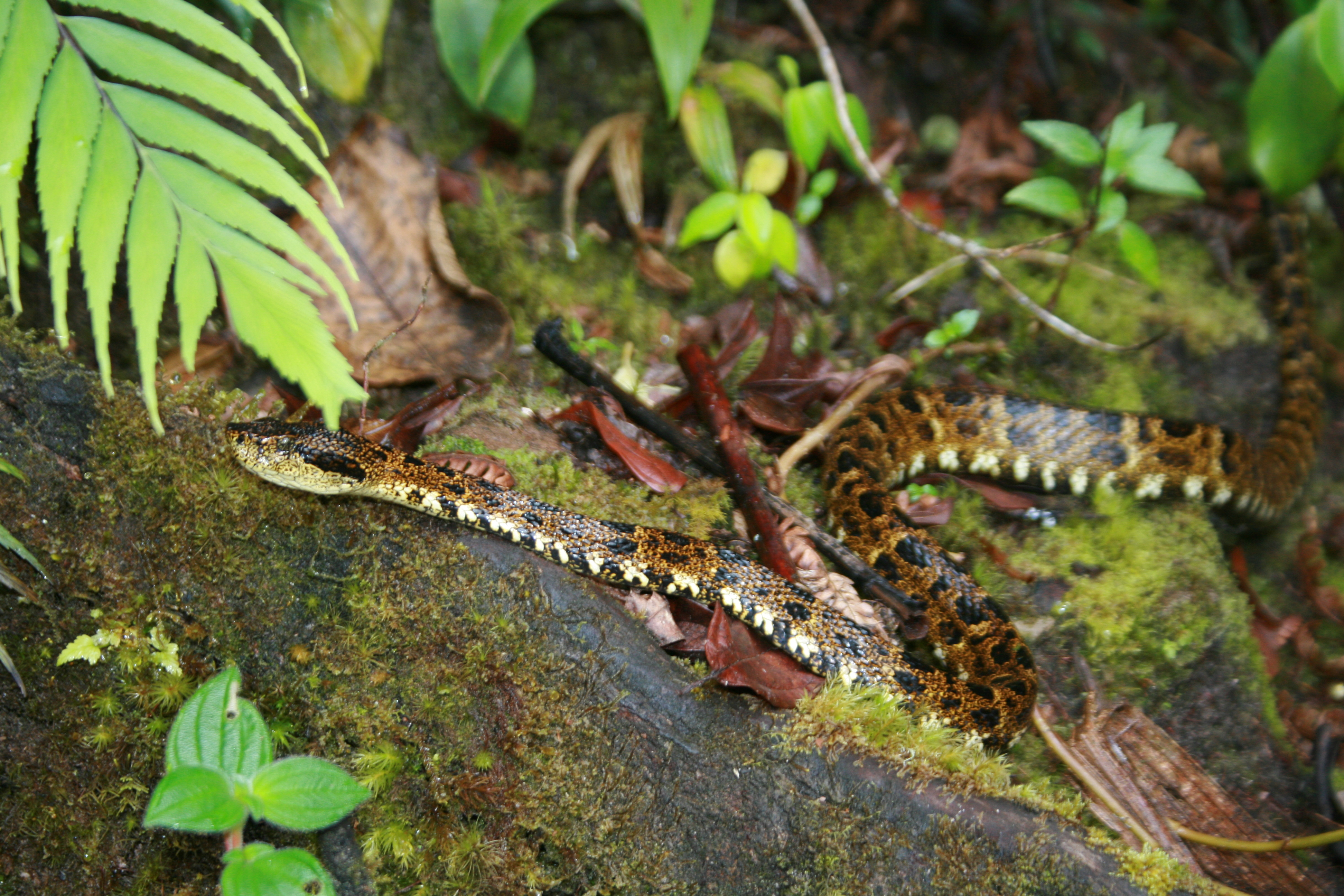
Bothriopsis taeniata, mont Roraima.

## Tepuys emblématiques

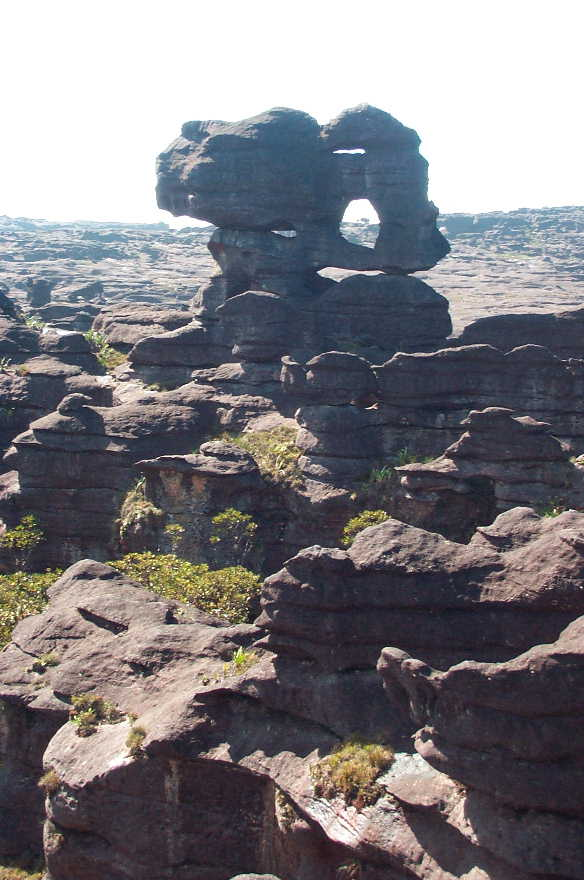
Relief ruiniforme (sculpté par l'érosion) au sommet du mont Roraima, Venezuela.

Ces reliefs tabulaires spectaculaires font généralement partie des géotopes, et plusieurs d'entre eux figurent sur la liste du patrimoine mondial de l'humanité de l'UNESCO.
Parmi les plus notables, citons :
- le tepuy Autana qui domine de 1 300 m la forêt en contrebas, des fosses de 400 m de profondeur se développent au sommet (il s'agirait de cavernes dont les toits se sont effondrés, voir karst) ;
- le tepuy Auyan (parc national Canaima) a une superficie de 700 km² ; du sommet, la cascade de Salto Ángel se précipite 989 m en contrebas. Le tepuy abrite la Sima Aonda, l'une des plus profondes dolines du monde ;
- le tepuy Kukenan, considéré comme montagne sacrée par les Amérindiens. Depuis 1997, il ne peut plus être escaladé, le précipice est particulièrement insurmontable ;
- le tepuy de la Neblina ou pico da Neblina (parc national Serranía La Neblina), le plus élevé de tous les tepuys ;
- le tepuy Ptari dont les parois sont tellement élevées et abruptes que l'on suppose qu'il s'y trouve un nombre particulièrement élevé d'espèces non encore répertoriées ;
- le mont Roraima exploré par Robert Schomburgk dont l'expédition a inspiré le roman Le Monde perdu à Arthur Conan Doyle ;
- le Sarisariñama (parc national Jaua-Sarisariñama), à l'extrême Sud-Est de l'État de Bolívar, ce relief de 2 300 m de hauteur présente des méga-dolines presque parfaitement circulaires (qui restent une énigme pour les géologues[réf. souhaitée]) et un objectif d'exploration pour les spéléologues.
- la serranía de la Macarena en Colombie.
- la serranía de Chiribiquete en Colombie.

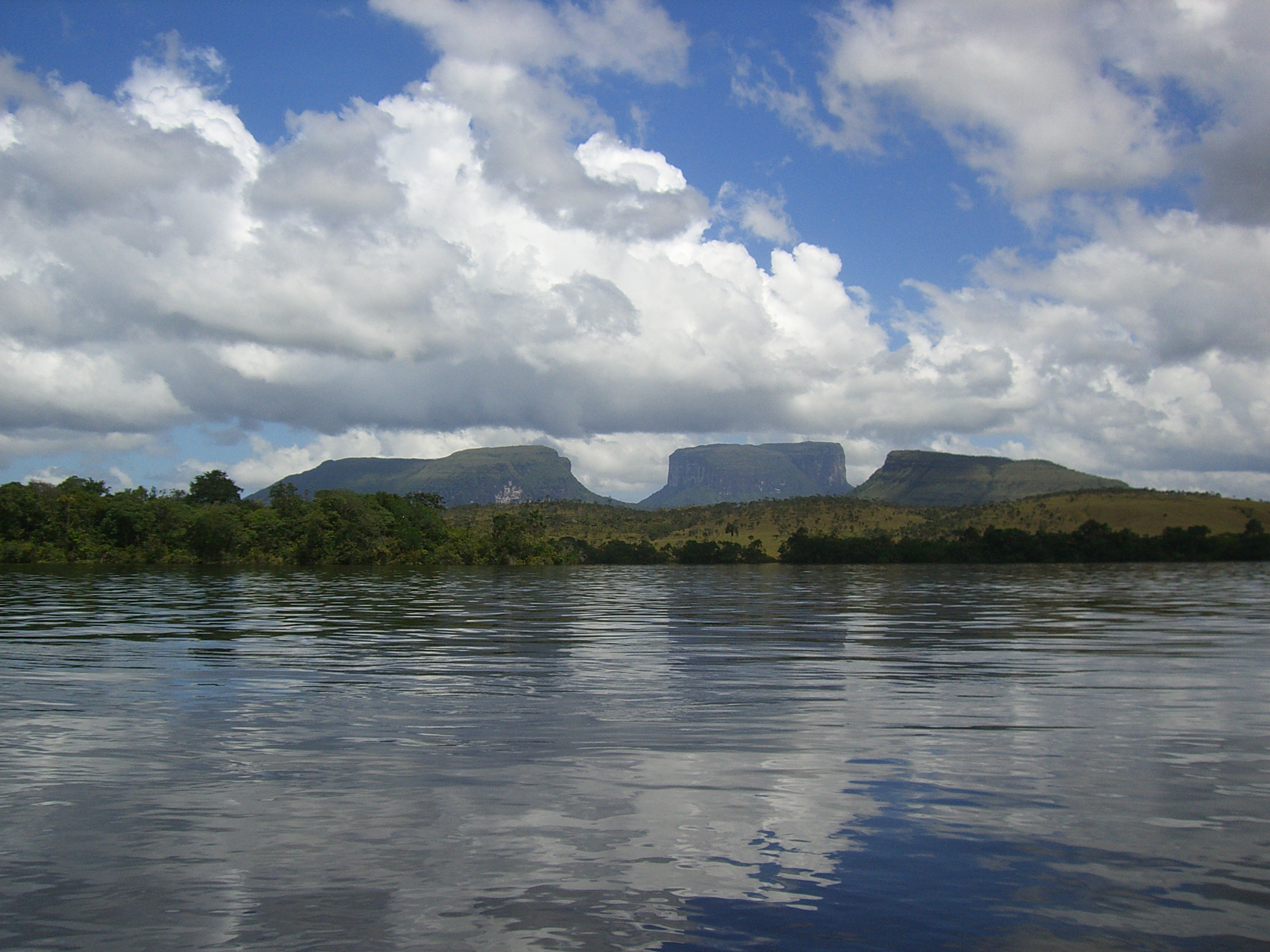
Tepuys du parc national de Canaima, Venezuela.
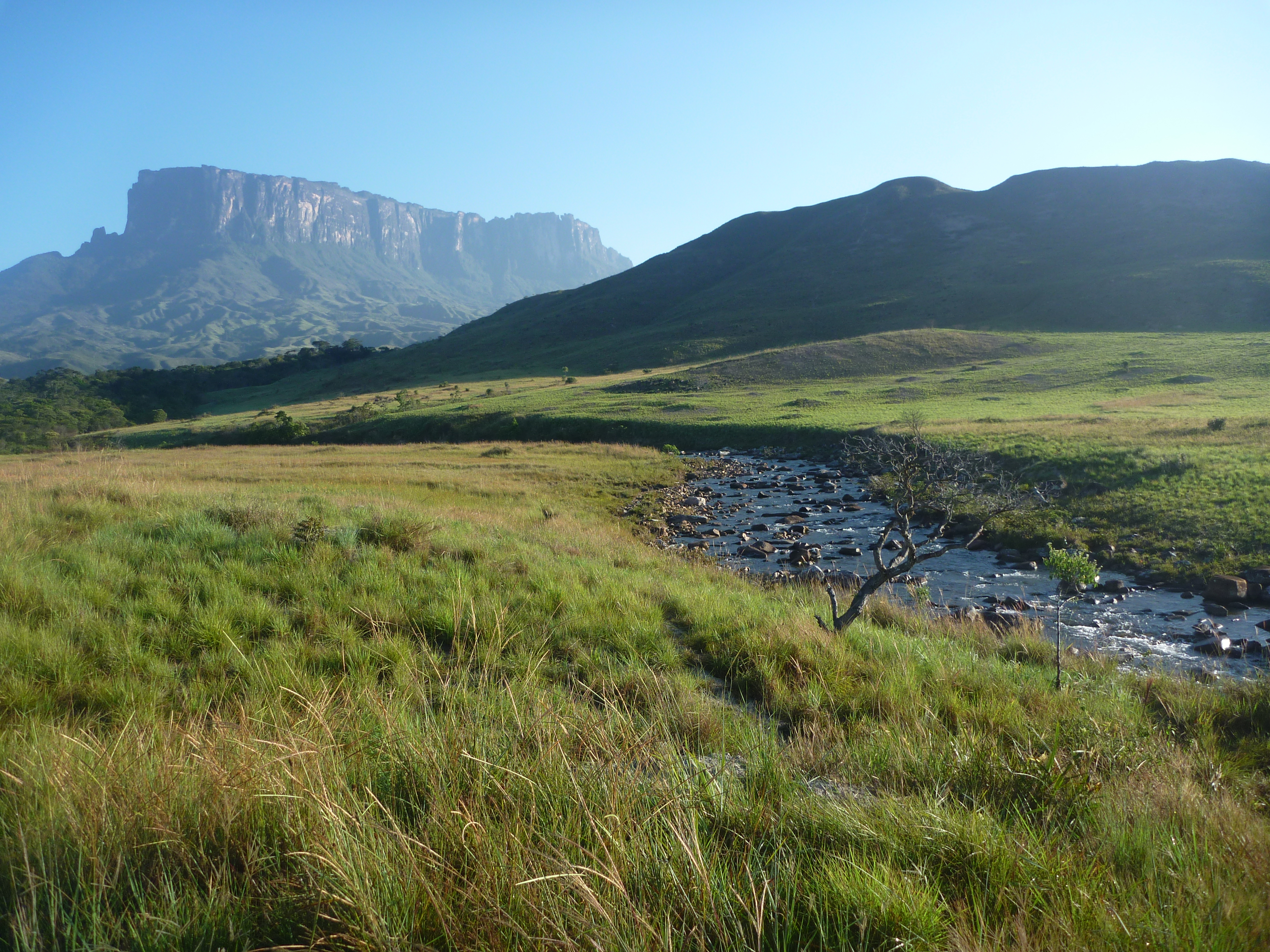
Le tepuy Kukenan et le rio Tek.
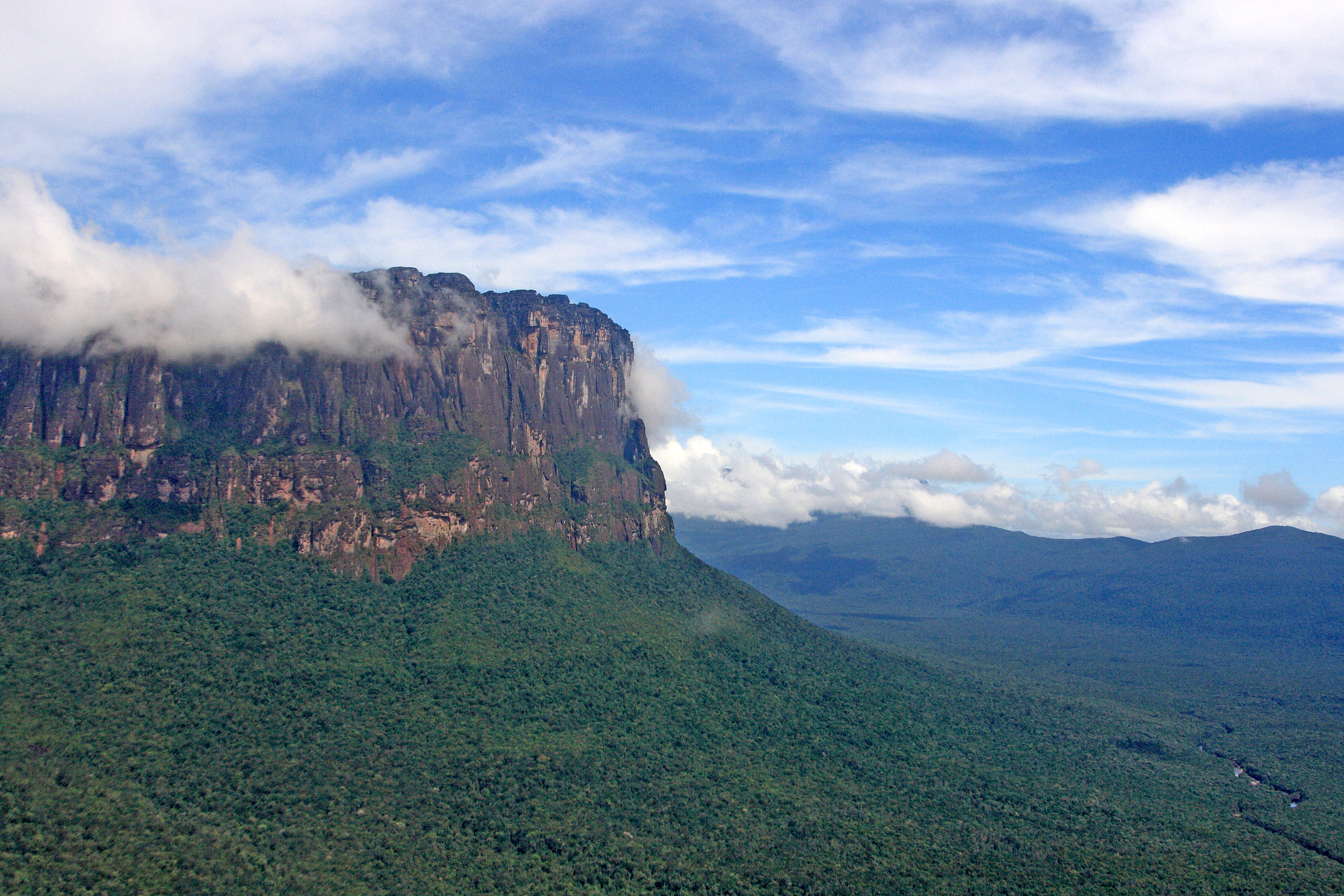
Le tepuy Auyan, Venezuela.
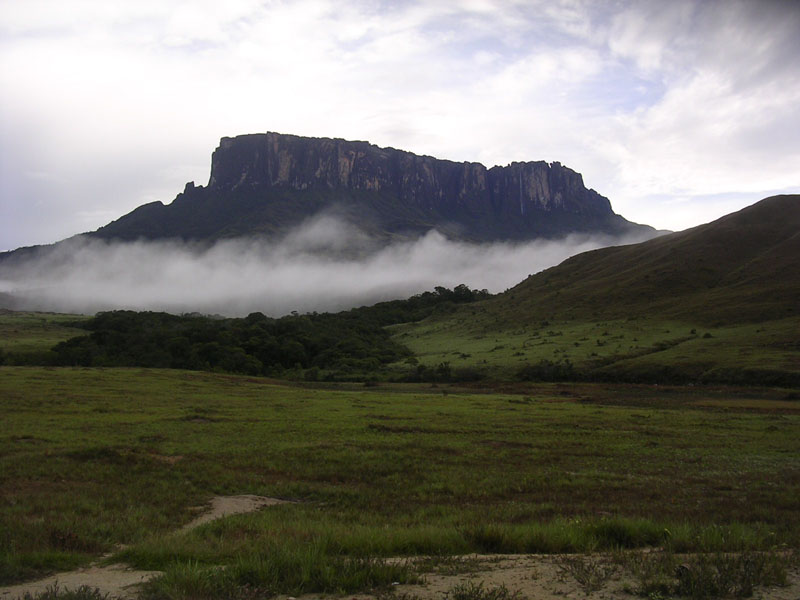
Tepuy Kukenan (couronne nuageuse).
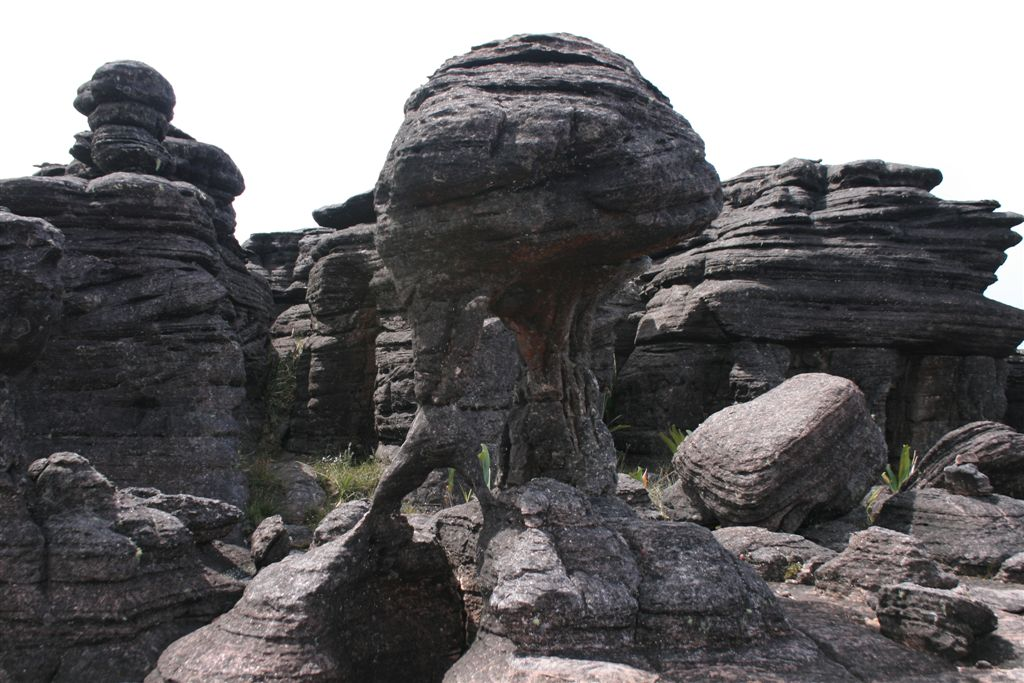
Plateau (tepuy) du mont Roraima, Venezuela.

## Culture populaire
- Le roman de fiction d'Arthur Conan Doyle Le Monde perdu (1912, The Lost World) narre l'expédition du professeur Challenger qui découvre des espèces disparues depuis très longtemps, comme des dinosaures, sur un haut plateau perdu d'Amazonie.
- Une série de films d'aventure a été tournée d'après ce roman : Le Monde perdu (1925, 1992 et 1998 comme films, 1944, 1997 et 2000 à la radio) et Sir Arthur Conan Doyle’s The Lost World (1999-2002 et 2001 comme séries  ou film télévisés). Michael Crichton s'en serait inspiré à son tour pour Jurassic Park.
- Dans le roman La Cité des dieux sauvages (2002, La Ciudad de las bestias) d'Isabel Allende, les deux personnages principaux découvrent une espèce de Megatherium ainsi que des créatures fabuleuses comme les dragons ayant survécu au sommet d'un tepuy au Brésil.
- Là-haut (titre original Up) : un film d'animation de Pete Docter en 2009, dans lequel un vieil homme décide de poser sa maison à côté des Chutes du Paradis (très inspirées par le Salto Ángel) en la transportant à l'aide de ballons ; s'ensuit une longue marche sur un tepuy (inspiré par Roraima et Kukenan).